# Sports Car (singel)
Sports Car – piosenka kanadyjskiej piosenkarki Tate McRae. Została wydana 24 stycznia 2025 r. jako trzeci singiel z jej trzeciego albumu studyjnego So Close to What. Piosenkę napisali wspólnie Julia Michaels, Grant Boutin i Ryan Tedder, a wyprodukowali ją dwaj ostatni.

## Tło
McRae ogłosiła wydanie swojego trzeciego albumu studyjnego, So Close to What, 14 listopada 2024. Wcześniejsza wersja albumu, zawierająca demo „Sports Car”, ostatecznie wyciekła 16 stycznia 2025. McRae ogłosiła „Sports Car” jako trzeci singiel 20 stycznia i udostępniła teaser z teledysku, podpisując go jako część tego, co zostało „zapomniane” do wycieku. Piosenka zadebiutowała na 21. miejscu na liście Billboard Hot 100, stając się jej drugim najwyższym debiutem na liście przebojów po „It's OK I'm OK”.
W wywiadzie McRae ujawniła, że „Sports Car” to „naprawdę fajna piosenka do napisania”, mająca na celu uchwycenie „adrenaliny miłości, seksu i ekscytacji z tego wszystkiego”. Użyła „samochodu sportowego” jako metafory uczucia miłości i ujawniła, że nawiązywali do amerykańskiego duetu hiphopowego Ying Yang Twins szepczącym refrenem.

## Opinie krytyków
„Sports Car” zyskał uznanie krytyków muzycznych. George Griffiths z Official Charts Company uważał, że „Sports Car” to „jąkający się, hiphopowo-popowy utwór”, charakteryzujący się „oddechowymi melodiami”, a także wybitnym i uzależniającym „mówionym” refrenem. Griffiths porównał piosenkę do utworów z In the Zone (2003) Britney Spears. Podobnie Aaron Williams z Uproxx uważał, że „Sports Car” przypomina „I'm a Slave 4 U” Spears (2001) i „Buttons” The Pussycat Dolls (2006) i nazwał go kontynuacją poprzedniego singla „2 Hands” (2024). Nicole Collins z The Telegraph zgodziła się z tym odniesieniem, mówiąc, że „brzmi jak oda do szczytowej ery Pussycat Dolls, spoconych, seksownych klubowych utworów zbudowanych na odurzających rytmach”. Podobnie Sam Franzini, piszący dla The Line of Best Fit, dostrzegł w utworze „mieszankę Nelly Furtado i wczesnej twórczości Timbalanda z lat 2000 za pośrednictwem „Buttons” The Pussycat Dolls – i jest to wciągające”. Nick Levine z NME stwierdził, że Pussycat Dolls i „Buttons” były wyraźnymi odniesieniami do tego utworu. Magazyn Paper stwierdził, że „ma wszystko, czego potrzebuje zmysłowy banger”, odnosząc się do utworów „mrocznie stonowanych syntezatorów, szepczącego hooka i dudniącego rytmu, który idealnie pasuje do poświęcenia McRae nowoczesnej choreografii”.

## Teledysk
Teledysk został wydany wraz z singlem 24 stycznia 2025 roku i został wyreżyserowany przez Bardię Zeinali z Vogue. Przedstawia piosenkarkę pozuje przed lustrem, ubraną w dwanaście strojów, zmieniając ją z „dziewczyny, w której się kocha” w „gwiazdę popu”. Stroje obejmują szereg stylów, w tym „archiwalne ściągawki” i „aktualne gotowe do noszenia elementy”. W teledysku tajemnicza postać uruchamia „peep show z lat 70.”, gdy McRae wchodzi do kabiny pokazowej i tańczy „uwodzicielsko” z wieloma zmianami stroju. Piosenkarka ujawniła, że gorset z nadrukiem w panterkę zaprojektowany przez Roberto Cavalliego był jej ulubioną garderobą wśród zestawu.